# Dynastes hyllus
Espèce
Dynastes hyllus est une espèce d'insectes de l'ordre des coléoptères, de la famille des scarabéidés.
Il vit au Mexique, Belize, Salvador, Honduras, Guatemala, et Nicaragua.
Le mâle mesure de 35 à 70 mm et la femelle de 30 à 45 mm.